# Gämmerler
Die Gämmerler GmbH (vormals Gämmerler AG) ist ein Maschinenbauunternehmen mit Sitz in Geretsried-Gelting in Bayern. Das Unternehmen ist weltweiter Marktführer bei Komponenten und Komplettsystemen für die Druckindustrie.
Im Dezember 2011 wurde Gämmerler nach einer Insolvenz durch die Planatol Holding übernommen, die heute zur Blue Cap AG gehört.

## Geschichte
Das Unternehmen wurde 1978 als Gämmerler Anlagentechnik GmbH von Hagen Gämmerler gegründet.
Anfang der 1980er Jahre wurde die erste Rotationsschneidemaschine für den Inline-Beschnitt von Druckprodukten entwickelt. Bereits 1985 gründete Gämmerler Niederlassungen in den Vereinigten Staaten, Großbritannien und zwei Jahre später in Frankreich. Ende der 1980er baute man die Gammerler US Corporation weiter aus und nahm die Produktion im Firmengebäude in Chicago auf.
1994 werden weitere Niederlassungen in Argentinien, Mexiko, Italien und der Volksrepublik China gegründet. Gämmerler entwickelt in den 1990er Jahren vor allem neue Maschinen für die Druckindustrie, wie etwa den Portalroboter PR 500. 1999 expandierte das Unternehmen und errichtete einen neuen Produktionsstandort im sächsischen Leisnig. In den folgenden Jahren lässt sich die Gämmerler AG auch in Tschechien und Russland nieder.
Im Jahr 2008 Jahr wurde das Werk in Leisnig erweitert. Des Weiteren wurde die Gämmerler AG in dem Jahr von Hagen Gämmerler an die Dr. Bielenberg GmbH veräußert.
Im August 2011 meldete die Gämmerler AG Insolvenz beim Amtsgericht Wolfratshausen an. Im Dezember wurde das Unternehmen durch die Planatol Holding GmbH übernommen und von einer Aktiengesellschaft in eine GmbH umgewandelt.

## Produkte
Der Unternehmensgegenstand der Gämmerler GmbH umfasst die Entwicklung, Planung, Herstellung und den Vertrieb von Anlagen und Maschinen zur Druckweiterverarbeitung im Akzidenzdruck, Zeitungsdruck und in der Buchbinderei und Automatisierungstechnik. Die wichtigsten Produktgruppen sind Fördersysteme, Schneidemaschinen, Kreuzleger, Palettierroboter und Logistiksysteme, sowie kundenindividuelle Komplettsysteme zur Weiterverarbeitung von Druckprodukten.
Mit Fördersystemen von Gämmerler werden Schuppenströme durch Bodenbänder oder Überkopf-Fördersysteme über beliebige Entfernungen und Höhen transportiert. Durch frei kombinierbare Module kann die Förderstrecke an die individuellen Verhältnisse eines Druckhauses angepasst werden.
Die mit Rüttlereinheiten zur Ausrichtung des Schuppenstroms ausgestatteten Schneidemaschinen RS 111, 134, 154 und 164 liefern einen 3- oder 4-Seiten-Beschnitt von Druckprodukten.
Mit unterschiedlichen Kreuzlegertypen für diverse Anwendungen im Heatset-, Zeitungs- und Buchbindereibereich und einem automatischen, horizontalen Stangenbildner bietet Gämmerler weitere Komponenten für die Druckweiterverarbeitung.
Des Weiteren werden Palettierroboter, die unterschiedliche Palettiermuster generieren, speichern, ändern und kopieren und Gämmerler Logistiksysteme, die die zentrale Arbeitsvorbereitung koordinieren, angeboten.

## Standorte
- Geretsried-Gelting, Bayern (Hauptsitz der Gämmerler GmbH)
- Bradenton, Florida (GammerlerTech)
- Peking, P.R. China